# Palpimanus vultuosus
Palpimanus vultuosus is een spinnensoort uit de familie Palpimanidae. De soort komt voor in India.